# Euphorbia briquetii
Euphorbia briquetii är en törelväxtart som beskrevs av Marie Louis Emberger och René Charles Maire. Euphorbia briquetii ingår i släktet törlar, och familjen törelväxter. Inga underarter finns listade i Catalogue of Life.